# Carlos Tomás Sourigues
Carlos Tomás Sourigues y Sanguinet  (Bayona, Francia, 21 de diciembre de 1805 - Concepción del Uruguay, Entre Ríos, Argentina, 12 de julio de 1870) fue un educador, agrimensor y paleontólogo francés radicado en la Argentina, donde ejerció cargos políticos. 

## Biografía
Hijo de Juan Sourigues y Saint Martin, hombre de ideas liberales y revolucionario de la Bastilla, y de doña María Sanguinet Meges.  
En Angers, estudió artes y oficios y medicina; en esa ciudad empezó a enseñar física en la Escuela Real des Arts et Metiers. 
Ya como ingeniero, con conocimientos de medicina, geología, paleontología y topografía, llegó a Buenos Aires en 1835. Se contó así entre los primeros educadores franceses que llegaron a la Argentina. 

## En Argentina
Obtuvo del gobierno de Juan Manuel de Rosas licencia para enseñar. Dio historia en el instituto dirigido por el padre Majesté (su colegio se unió en octubre de 1846 con el Colegio del Plata, que dirigía Alberto Larroque) Sourigues atendía las cátedras de francés y de matemática.  
Miguel Navarro Viola y Lucio Victorio Mansilla, en sus memorias, consignan valiosos datos sobre el profesor del Colegio Republicano Federal, entre 1843 y 1845. Mansilla lo recuerda: "Con Sourigues no aprendíamos mucho. Nos divertíamos. Era chispeante. Mi hermana lo perturbaba". 
Don Juan Manuel de Rosas, a quien el sabio argentino Francisco J. Muñiz regaló una importante colección, recurrió a Sourigues para obtener del paleontólogo francés un informe sobre el valor científico de aquella. Durante el período rosista, efectuó trabajos urbanísticos en la ciudad de Buenos Aires. Según algunos autores, fue encomendado por Rosas para algunas misiones políticas confidenciales. 
Dos años antes de la batalla de Caseros, pasó a Entre Ríos y se radicó en Gualeguay, donde se desempeñó como maestro y como agrimensor. En esta ciudad entrerriana creó una Escuela de Artillería e Infantería, que sería incorporada al Colegio del Uruguay.   
En 1862 fue jefe político interino del departamento Gualeguay. Desde allí organizó el Departamento Topográfico de Entre Ríos, creado en 1862, que presidió durante varios años.   
Se casó en la parroquia de San Antonio, Gualeguay, el 3 de agosto de 1865 con doña Fructuosa Tapia Contreras, perteneciente a una vieja familia entrerriana, con la que tuvo ocho hijos, cuatro varones y cuatro mujeres. 
Miembro destacado de la Francmasonería, impulsó la creación y fue el primer presidente de la Logia "Abraham Lincoln N° 26" bajo la dependencia de la Gran Logia Argentina, fundada en Gualeguay el 2 de septiembre de 1867  a la que perteneció hasta su muerte.   

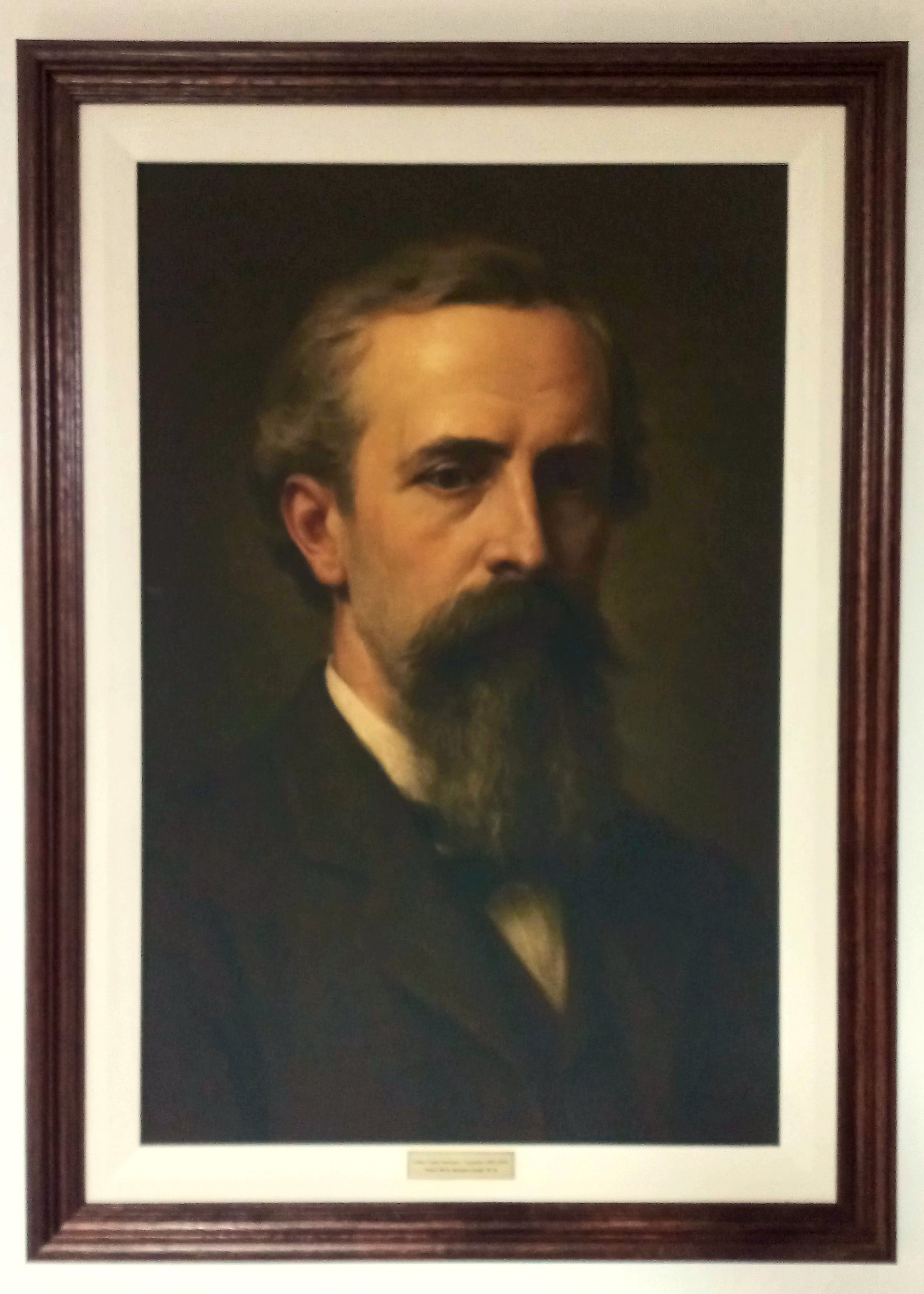
Retrato de Tomás Sourigues en el hall de la Masoneria Entrerriana

## Muerte en combate
Durante la primera guerra jordanista, como jefe político y de Policía de la capital entrerriana ubicada aún en Concepción del Uruguay, debió organizar la defensa de dicha plaza contra el ataque de los revolucionarios de López Jordán. El 12 de julio de 1870, cuando los rebeldes atacaron la ciudad y la tomaron luego de dos horas de lucha, Sourigues -que dirigía las operaciones desde el mirador del Colegio- recibió en plena batalla una herida en el corazón que le dio muerte. Obtuvo el grado de coronel. 
- Datos: Q5751938

1. ↑  «Árbol genealógico Tomás Souriges».
2. ↑  Otero, J. "Desarrollo de la Masonería en Entre Ríos desde el siglo XIX hasta mediados del siglo XX (1822 – 1944)", Ponencia en el VI congreso regional de Historia. ER (2025)